# Cardinalis phoeniceus
Cardinalis phoeniceus е вид птица от семейство Cardinalidae.

## Разпространение
Видът е разпространен в Колумбия и Венецуела.